# Gabriel Macht
Pour les articles homonymes, voir Macht.
Gabriel Macht est un acteur et réalisateur américain, né le 22 janvier 1972 dans le Bronx (New York). Il est principalement connu pour son incarnation du rôle de Harvey Specter dans la série télévisée Suits : Avocats sur mesure de 2011 à 2019.

## Biographie

### Enfance et formation
Gabriel Macht est né dans le quartier du Bronx à New York et a grandi en Californie. Il est le fils de Suzanne Victoria Pulier, conservatrice de musée et archiviste, et de Stephen Macht, acteur et rabbin américain. Il a trois frères et sœurs : Jessie Macht, Ari Serbin et Julie.
Après avoir été diplômé de la Beverly Hills High School, il fréquente le collège des Beaux-Arts Carnegie Mellon, où il obtient son diplôme en 1994. Il a été également un membre de la fraternité Delta Upsilon. 

### Vie privée
Depuis 2004, il est marié à l'actrice australienne Jacinda Barrett. Ils ont deux enfants.
Il est végétarien.
Il est également un ami très proche de l'actrice Sarah Rafferty depuis 1993 avec qui il partage l'affiche de la série à succès Suits : Avocats sur mesure entre 2011 et 2019.
Le 19 mai 2018, il était présent, comme une grande partie du casting de Suits, au mariage royal du Prince Harry et de Meghan Markle, collègue et amie de travail,.

### Carrière
Enfant, il fait également ses débuts d’acteur dans le rôle de Jorge dans Why Would I Lie? de Larry Peerce, avec Treat Williams, et a été cité pour son interprétation au Youth in Film Award du meilleur acteur.
En 2011, il se fait connaître du grand public grâce à son rôle de Harvey Specter dans la série télévisée judiciaire Suits : Avocats sur mesure, diffusée sur USA Network entre le 23 juin 2011 et le 25 septembre 2019. Il reprend ce rôle en 2019 en tant qu'invité dans la série Pearson. En 2025, il reprend de nouveau la peau du personnage pour une apparition dans la sérié dérivé Suits : LA.

## Filmographie

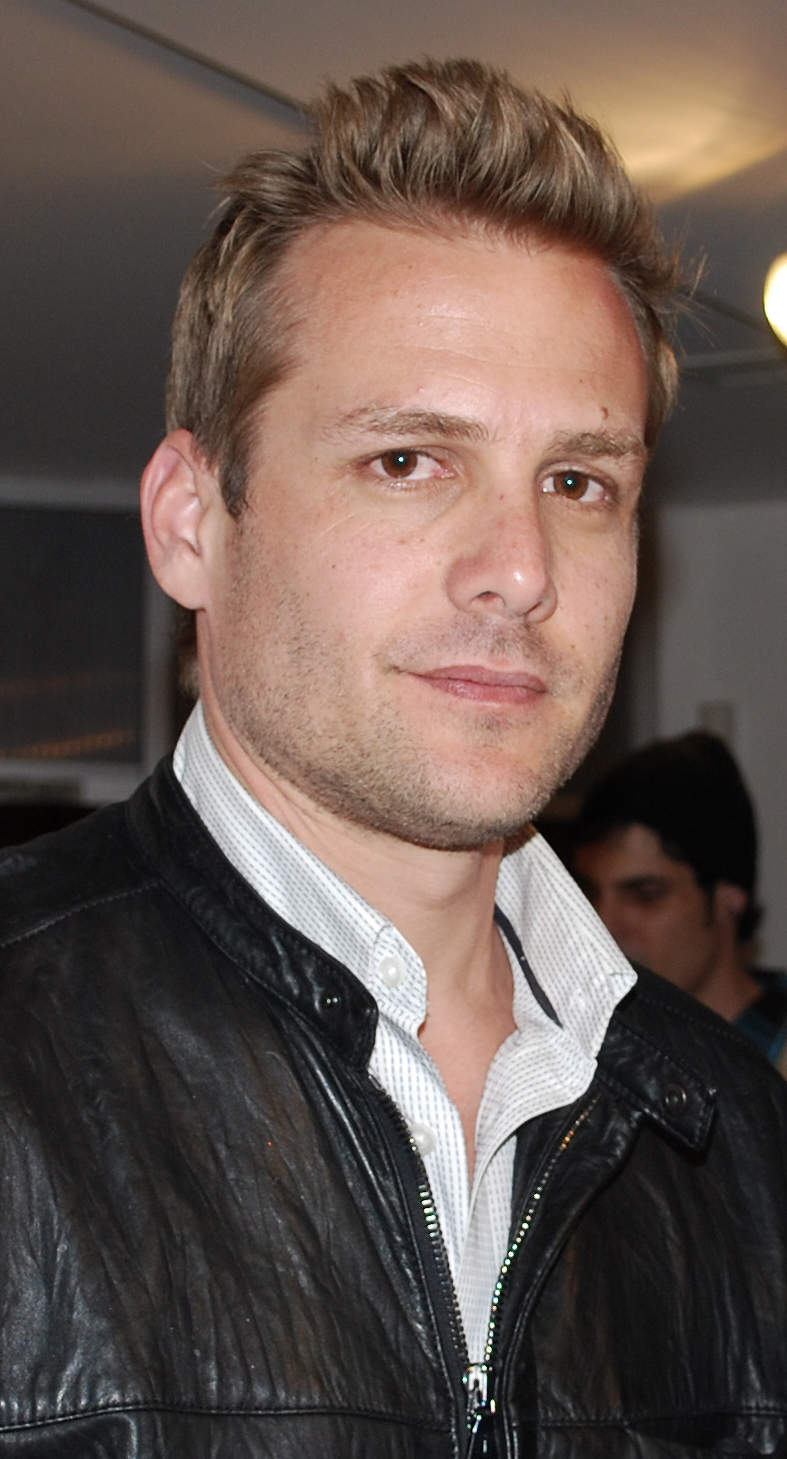
Gabriel Macht en 2009.

### Cinéma
- 1980 : Why Would I Lie? (en) de Larry Peerce : Jorge (crédité sous le nom de Gabriel Swann)
- 1998 : L'Objet de mon affection (The Object of My Affection) de Nicholas Hytner : Steve Casillo
- 1998 : The Adventures of Sebastian Cole (en) de Tod Williams : Troy
- 1999 : Simplement irrésistible (Simply Irresistible) de Mark Tarlov : Charlie
- 2000 : The Bookie's Lament de John Postley : Mickey
- 2001 : Hors-la-loi américains (American Outlaws) de Les Mayfield : Frank James
- 2001 : En territoire ennemi (Behind Enemy Lines) de John Moore : Stackhouse
- 2002 : Bad Company de Joel Schumacher : Officier Seale
- 2003 : La Recrue (The Recruit) de Roger Donaldson : Zack
- 2003 : Grand Theft Parsons (en) de David Caffrey : Gram Parsons
- 2004 : Love Song (A Love Song for Bobby Long) de Shainee Gabel : Lawson Pines
- 2006 : Raisons d'État (The Good Shepherd) de Robert De Niro : John Russell Jr.
- 2007 : À la recherche de l'homme parfait (Because I Said So) de Michael Lehmann : Johnny
- 2008 : The Spirit de Frank Miller : The Spirit / Denny Colt
- 2009 : Whiteout de Dominic Sena : Robert Pryce
- 2009 : Middle Men
- 2010 : Love, et autres drogues (Love and Other Drugs) de Edward Zwick : Trey Hannigan
- 2011 : S.W.A.T.: Firefight : Paul Cutler
- 2011 : A Bag of Hammers : Wyatt
- 2013 : Breaking at the Edge : Détective Williams

### Télévision
- 1991 : Beverly Hills 90210 - Saison 2, épisode 11 : Tal Weaver
- 1995 : Follow the River de Martin Davidson : Johnny Draper
- 1997 : Spin City - Saison 1, épisode 18 : Le garçon nu
- 1998 : Sex and the City - Saison 1, épisode 2 : Barkley
- 1999 : Wasteland - Saison 1, épisode 6 : Luke
- 2000 : Audrey Hepburn, une vie (The Audrey Hepburn Story) de Steven Robman : William Holden
- 2000 : Les Médiums (The Others) : Dr Mark Gabriel (13 épisodes)
- 2005 : Archangel de Jon Jones : R.J. O'Brian
- 2011-2019 : Suits : Avocats sur mesure de Aaron Korsh : Harvey Specter (134 épisodes - également producteur)
- 2019 : Pearson : Harvey Specter (saison 1, épisode 5)
- 2025 : Suits : LA : Harvey Specter

## Voix françaises
| - Damien Boisseau dans : - Les Médiums (série télévisée) - La Recrue - À la recherche de l'homme parfait - Middle Men | Et aussi - Bernard Gabay dans En territoire ennemi - Nicolas Marié dans Bad Company - Boris Rehlinger dans Love Song - Emmanuel Curtil dans Raisons d'État - Adrien Antoine dans The Spirit - Alexis Victor dans Whiteout - Thomas Roditi dans Love, et autres drogues - Jean-Pierre Michaël dans S.W.A.T.: Firefight - Lionel Tua dans Suits : Avocats sur mesure (série télévisée) |